# 61 Cygni A
61 Cygni A is een oranje dwerg in de dubbelster 61 Cygni op 11,5 lichtjaar van de zon in het sterrenbeeld Zwaan.